# George Pravda
George Pravda (ur. 1918 w Pradze, zm. 30 kwietnia 1985) – czechosłowacki aktor. Zagrał w niemal stu filmach, niekiedy (zwłaszcza na początku kariery) jako Jiří Pravda. Najsłynniejszą jego rolą była postać polskiego naukowca Władysława Kutza w filmie z serii James Bond Operacja Piorun (ang. Thunderball, 1965).